# آیورو اوهاشی
آیورو اوهاشی (انگلیسی: Ayuru Ōhashi; ۲۸ آوریل ۱۹۸۴ – ) که پیشتر تحت نام اِریکا ناکایی (仲井 絵里香 Nakai Erika) شناخته می‌شد، خواننده، و صداپیشه اهل ژاپن است. وی از سال ۲۰۰۵ میلادی تاکنون مشغول فعالیت بوده‌است.